# 古德夫·库什
古德夫·库什（英語：Gurdev Singh Khush，1935年8月22日—）是一位印度农学家和遗传学家家，1996年与其导师亨利·毕彻共同获得世界粮食奖，2000年获得沃尔夫农业奖，2002年当选中国科学院外籍院士。